# Karl Otto Weber

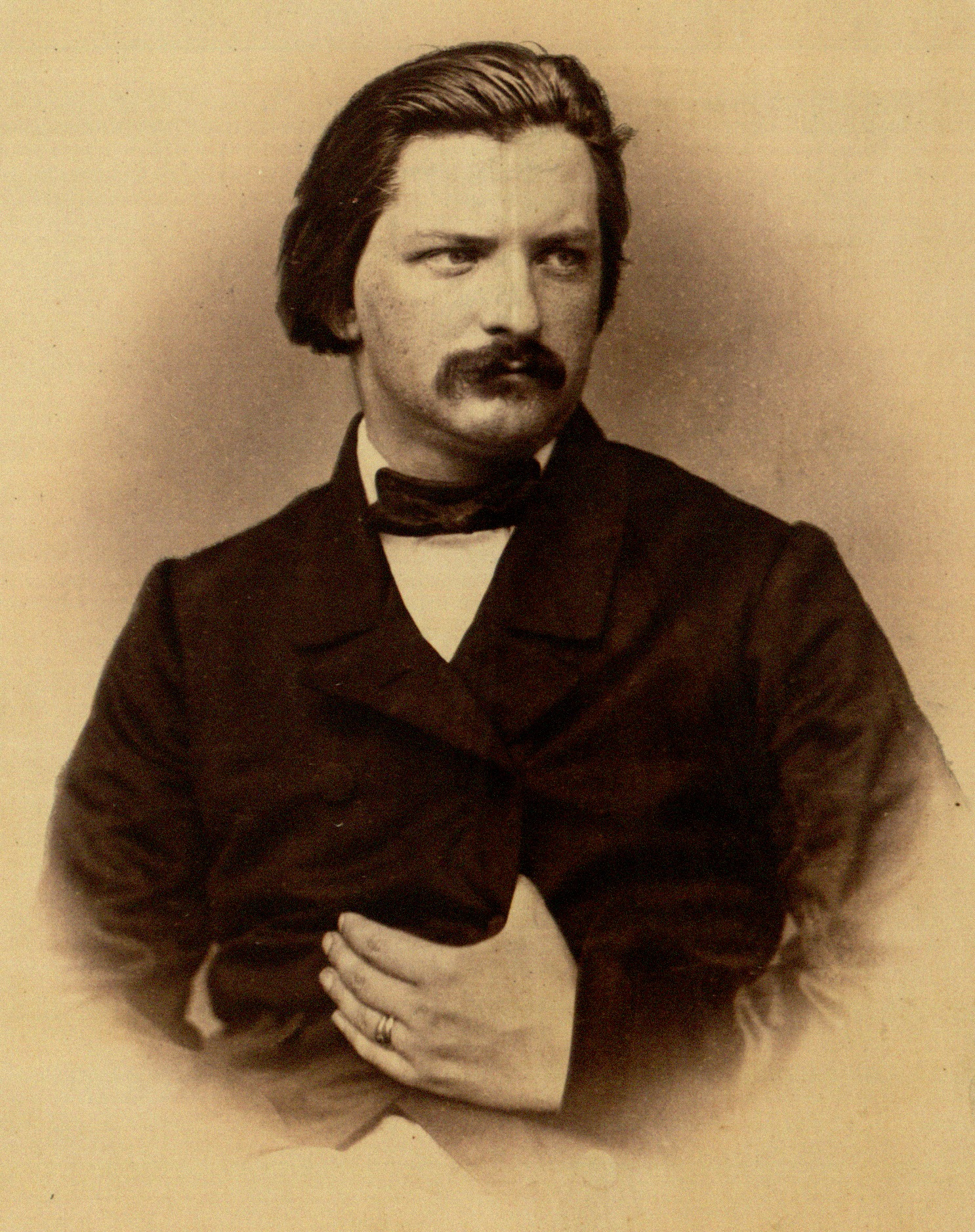
Carl Otto Weber

Karl Otto Weber, auch Carl Otto Weber (* 29. Dezember 1827 in Frankfurt am Main; † 11. Juni 1867 in Heidelberg) war ein deutscher Chirurg, Pathologe und Paläobotaniker.

## Leben
Weber wuchs in Bremen auf, wo sein Vater Gymnasialdirektor war.
Ab 1846 studierte er in Bonn Medizin und wurde 1851 zum Doktor der Medizin promoviert.
Er hatte ein ausgeprägtes Interesse an der Paläobotanik und veröffentlichte bereits im Dezember 1851 eine umfangreiche Schrift über die Tertiärflora der Niederrheinischen Braunkohlenformation, der er gemeinsam mit dem kurz zuvor im Juni verstorbenen Geographen Philipp Wessel bereits im Dezember 1855 neue Beiträge folgen ließ.
Nach seinem Staatsexamen in Berlin folgte ein Auslandsaufenthalt in Paris.
Ende 1852 wurde er Assistenzarzt an der Chirurgischen Klinik in Bonn bei Carl Wilhelm Wutzer, welcher aufgrund seines Alters und einer fortschreitenden Erblindung ihm kaum Lehrer sein konnte und er sich autodidaktisch weiterbildete. Er habilitierte 1853 in Chirurgie, konnte aber 1855 den vakanten Lehrstuhl nicht übernehmen, wodurch er sich der pathologischen Anatomie zuwandte. Er blieb an der Bonner Klinik bis April 1857.
Nach schadlosem Überstehen der Schauenburg/Weber-Affäre, bei der er beschuldigt wurde, eine Frau geschwängert und bei dieser danach mehrere schmerzhafte Abtreibungsversuche durchgeführt zu haben, wurde er außerordentliche Professor für Pathologie und damit erster Fachvertreter dieses Wissenschaftszweiges. Fünf Jahre später wurde er zum ordentlichen Professor der pathologischen Anatomie ernannt. Zusätzlich war er Direktor der chirurgischen Abteilung der evangelischen Klinik und Prosektor für die Kliniken, wodurch er auch die Verantwortung für die mikroskopische Auswertung der bei den Operationen anfallenden Präparate hat.
1865 erhielt er als Nachfolger von Maximilian von Chelius den Lehrstuhl für Chirurgie an der Universität in Heidelberg und wurde auch dort Direktor der chirurgischen Klinik.
Weber war spezialisiert in pathologischer Anatomie und eine Fachkraft im Bereich der Histologie und Histogenese. Ihm gelang der Nachweis, dass Fieber eine Folge von Blutintoxikation ist. Durch seine Arbeiten zu Tumoren konnte er eine Modifikation bei der Schnittführung nach Dieffenbach zur Operation von Oberkiefertumoren erreichen, welche als Schnittführung nach Dieffenbach-Weber bezeichnet wird.
An der Chirurgischen Universitätsklinik Heidelberg separierte er die Augenklinik aus seinem Verantwortungsbereich, übergab diese an Hermann Jakob Knapp und gab den Anstoß zum Bau der Klinikgebäude in Heidelberg/Bergheim.
In dieser Zeit äußerte er sich vermehrt über die schlechten hygienischen Zustände in den Krankenhäusern. Besonders Diphtherie würde die Operationen mit den Ergebnissen maßgeblich beeinflussen. Hieraus ergab sich sein spezielles Interesse an der Behandlung der Krankheit. Sehr wahrscheinlich wurde er bei seinen Untersuchungen infiziert, erkrankte im Juni 1867 an einer Angina, welche im Krankheitsverlauf die Diphtherie anzeigte.
Weber starb knapp 40-jährig an der Diphtherie. Er wurde durch seinen Freund Julius Arnold seziert, welcher neben der Diphtherie auch eine Degeneration des Herzens, vielleicht durch eine Scharlacherkrankung 1850 verursacht, feststellte.
Er war seit 1858 verheiratet und war Vater eines Sohnes.

## Schriften (Auswahl)
- Ossium mutationes osteomalacia universali effectae: Adjecta una tabula. Prima Pars. Adolph Marcus, Bonn 1851 (Scan der Version der angenommenen Dissertation in der Google-Buchsuche; Scan der Version der eingereichten Dissertation in der Google-Buchsuche; Vita S. [27]).
- Die Tertiärflora der Niederrheinischen Braunkohlenformation. In: Palaeontographica. Beiträge zur Naturgeschichte der Vorwelt. II, Vierte Lieferung vom Dezember 1851, Cassel 1852, S. 115–236, Tafel XVIII–XXV (Scan – Internet Archive).
- mit Philipp Wessel: Neuer Beitrag zur Tertiärflora der niederrheinischen Braunkohlenformation. In: Palaeontographica. Beiträge zur Naturgeschichte der Vorwelt. IV, Vierte Lieferung vom Dezember 1855, Cassel 1856, S. 111–130, Tafel XX–XXX (Scan – Internet Archive).
- Die Knochengeschwülste in anatomischer und praktischer Beziehung. Adolfph Marcus, Bonn 1856 (Scan der 1. Abtheilung: Exostosen und Enchondrome in der Google-Buchsuche).
- Chirurgische Erfahrungen und Untersuchungen nebst zahlreichen Beobachtungen aus der chirurgischen Klinik und dem evangelischen Krankenhause zu Bonn. Georg Reimer, Berlin 1859, ISBN 3-11-196684-4 (Scan von Walter de Gruyter Incorporated in der Google-Buchsuche).
- Ueber die Betheiligung der Gefässe besonders der Capillaren an den Neubildungen. In: Archiv für pathologische Anatomie und Physiologie und für klinische Medicin. Volume 29, Issue 1–2, 1864, S. 84–120, doi:10.1007/BF01937806.
- Das akademische Krankenhaus in Heidelberg, seine Mängel und die Bedürfnisse eines Neubaus. G. Mohr, Heidelberg 1865, OCLC 1043838270.
- Ueber die Anwendung der schmerzstillenden Mittel im Allgemeinen und des Chloroforms im Besonderen. (Vortrag gehalten im Museum zu Heidelberg) (= Rud. Virchow, Fr. v. Holtzendorff [Hrsg.]: Sammlung gemeinverständlicher wissenschaftlicher Vorträge. 2. Serie, Band 32). C. G. Lüderitz’sche Buchhandlung. Carl Habel, Berlin 1867 (Scan der 2. Auflage. Ebenda 1872 in der Google-Buchsuche).